# Minna Keal
Minna Keal (22 de març de 1909 – 14 de novembre de 1999), nascuda amb el nom de Mina Nerenstein, va ser una compositora britànica. A part de les seves primeres creacions datades del seu període d'estudiant, no va tornar a la composició musical fins al final de la seva vida. Tenia 80 quan la música que va començar a compondre va ser interpretada als Proms de la BBC de 1989, un esdeveniment que va viure com una nova vida: "Sentia que estava arribant al final de la meva vida, però ara sento que tan sols n'és el començament. Sento com si visqués la meva vida a l'inrevés.."

## Biografia
Mina Nerenstein va néixer a l'East End de Londres. Era filla d'immigrants russos jueus provinents de Belarús i que tenien una botiga de llibres en llengua hebrea al carrer Petticoat Lane (Whitechapel). El seu pare va morir el 1926, i el 1928 va ser admesa a la Royal Academy of Music, on va estudiar composició amb William Alwyn. Entre les seves obres d'estudiant hi ha música de cambra que va interpretar a la mateixa Academy, a la Whitechapel Gallery i al People's Palace de Glasgow.
L'any 1929, a l'edat de 20, va abandonar els estudis de música, per ajudar la seva mare amb el negoci familiar. Es va casar amb Barnett Samuel, un assessor jurídic, amb qui tingué un fill, Raphael Samuel, qui esdevindria un important historiador marxista, i també va deixar el món de la música. Durant la dècada del 1930 va esdevenir un personatge molt implicat en la política d'esquerra al país i es va fer membre del Partit Comunista Britànic el 1939. En divorciar-se del seu primer marit durant la guerra, es va allistar per treballar a una fàbrica d'avions prop de Slough, una ciutat dormitori a l'oest de Londres. Allà hi va conèixer Bill Keal, amb qui es va casar el 1959.
A començaments de la dècada del 1970 el compositor Justin Connolly la va animar a tornar a la composició, i va atendre lliçons musicals amb ell. Va acabar String Quartet, op.1 el 1978 i el 1989 va ser interpretat. Wind Quintet, op. 2 va ser la seva segona obra en aquesta nova etapa, el 1980. Després d'anar a classes amb Oliver Knussen el 1982 va escriure una simfonia de quatre moviments que es va retransmetre en directe per la BBC el 1988 i als Proms el 1989. Va finalitzar la composició de Cantillationel 1988, que es va interpretar per primer cop el 1991. Entre 1988 i 1994 va estar escrivint un concert de violoncel, op. 5, que seria enregistrat més endavant per Alexander Baillie i l'Orquestra Simfònica Escocesa dirigida per Martyn Brabbins al segell NMC.